# Charles André van Loo
Charles André van Loo, ook wel Carle van Loo (Nice, 15 februari 1705 – Parijs, 15 juli 1765) was een Franse schilder, en de jongere broer van Jean-Baptiste van Loo. Hij was de beroemdste schilder uit een succesvolle schildersfamilie van Nederlandse origine. Karel André schilderde allerlei dingen: religie, geschiedenis, mythologie, portretten, allegorische taferelen en genrestukken.

## Leven
Van Loo volgde het spoor van zijn oudere broer, Jean-Baptiste, naar Turijn en daarna naar Rome in 1712, hij werd ook door Benedetto Luti onderwezen en door de beeldhouwer Pierre Legros. Hij verliet Italië in 1723 en ging werken in Parijs, en kreeg de eerste prijs voor historische schilderkunst in 1727 – net zoals zijn toekomstige rivaal François Boucher. Na een bezoek aan Turijn in 1727, werd hij gecontracteerd door koning Victor Amadeus II van Sardinië, voor wie hij verschillende schilderijen maakte van series uit het leven van Torquato Tasso. In 1734 verhuisde hij weer na Parijs en in 1735 werd hij lid van de Koninklijke Academie voor Schilder- en Beeldhouwwerk, waar hij snel steeg in de hiërarchie van de academie. Hij werd onderscheiden met de Orde van de Heilige Michaël, en werd benoemd tot eerste schilder van Koning Lodewijk XV van Frankrijk in 1762. Van Loo huwde met zangeres Cristina Somis (1704-1785). Hij stierf in Parijs op 15 juli 1765.
Door zijn eenvoud van stijl en correctheid van ontwerp, voortkomend uit zijn studie van de grote Italiaanse schilders, deed hij veel om de moderne Franse school te zuiveren. Zijn Huwelijk van de maagd is te zien in het Louvre.

## Galerij

Enkele werken
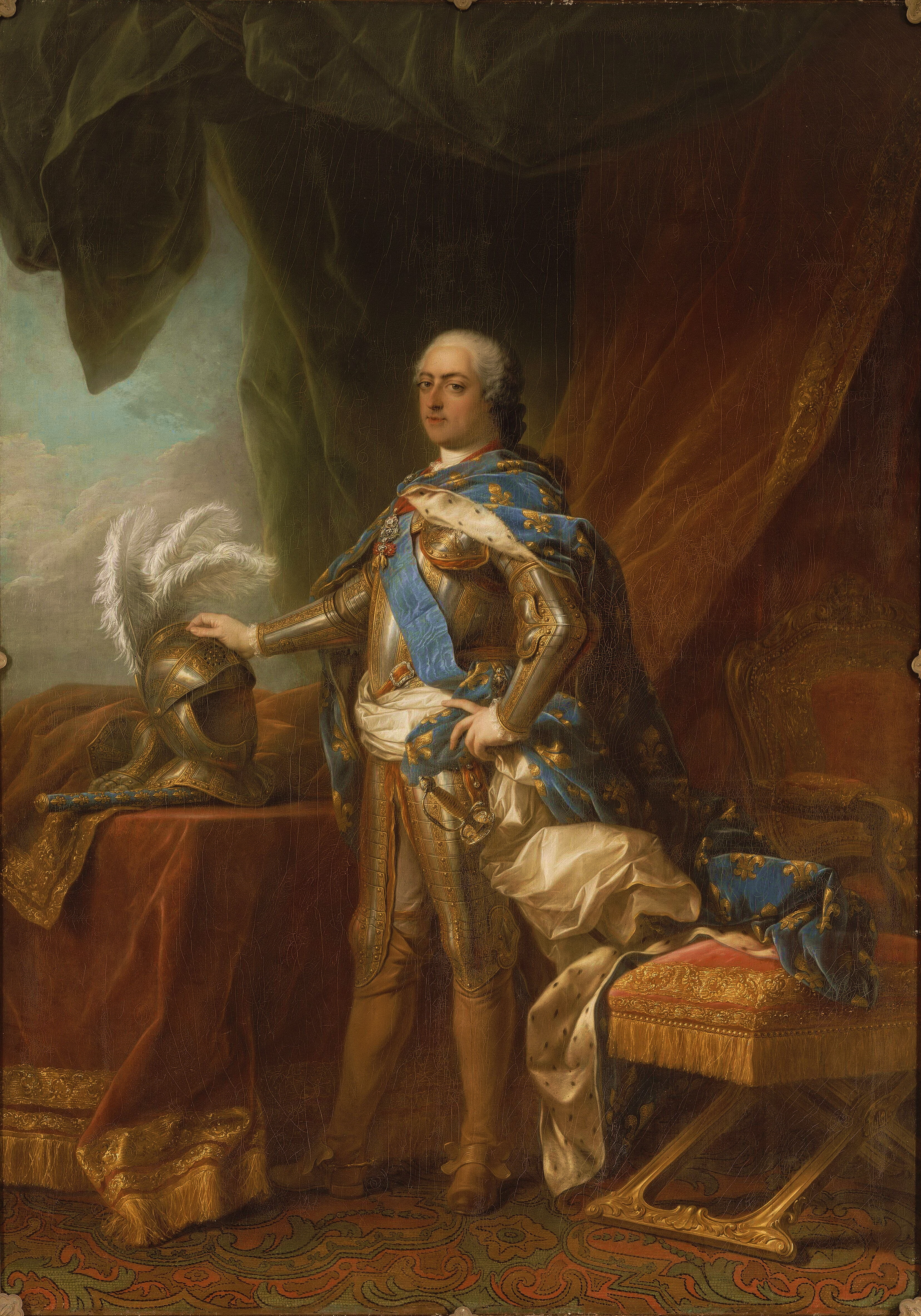
Lodewijk XV van Frankrijk (replica)
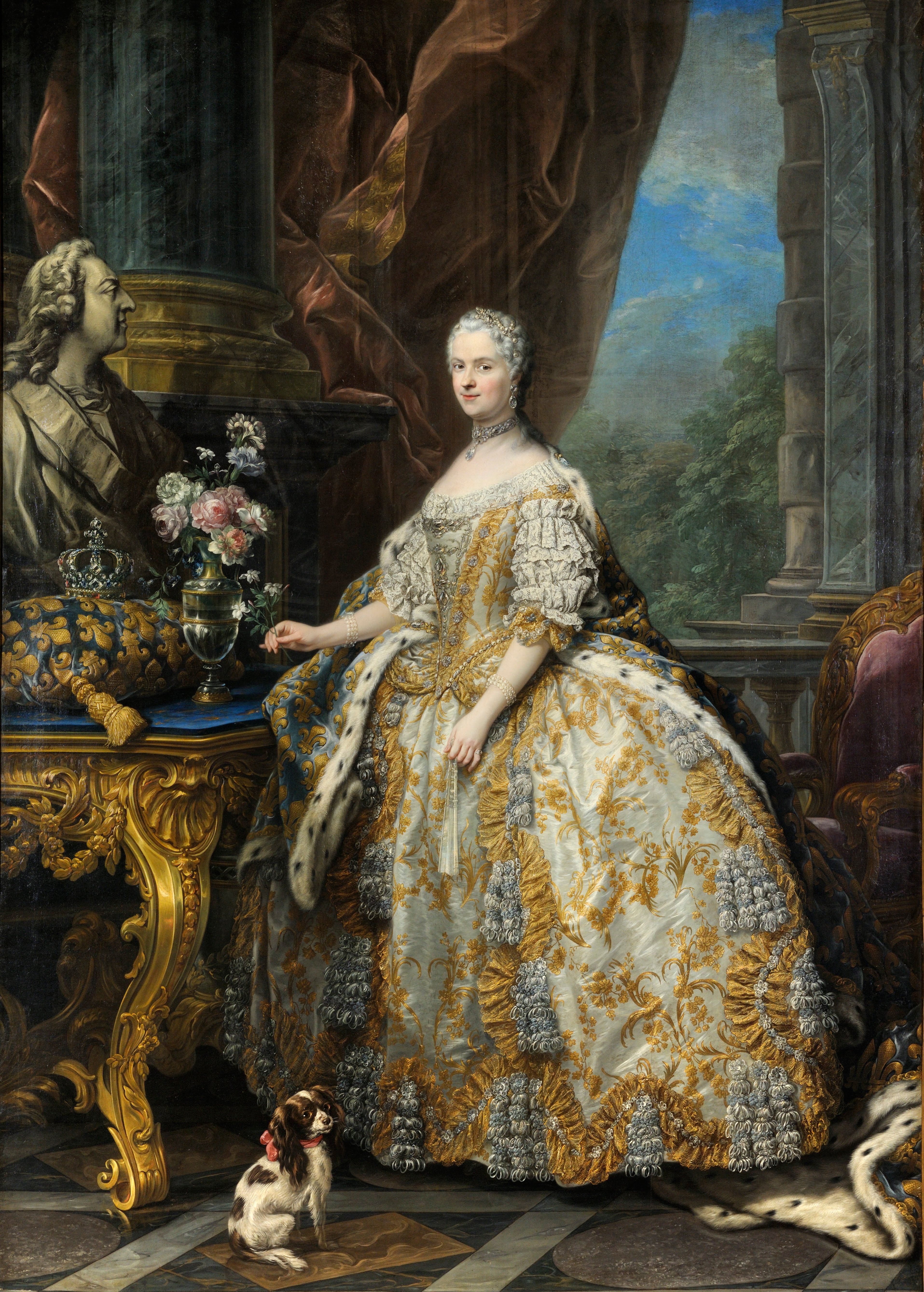
Maria Leszczyńska, 1747
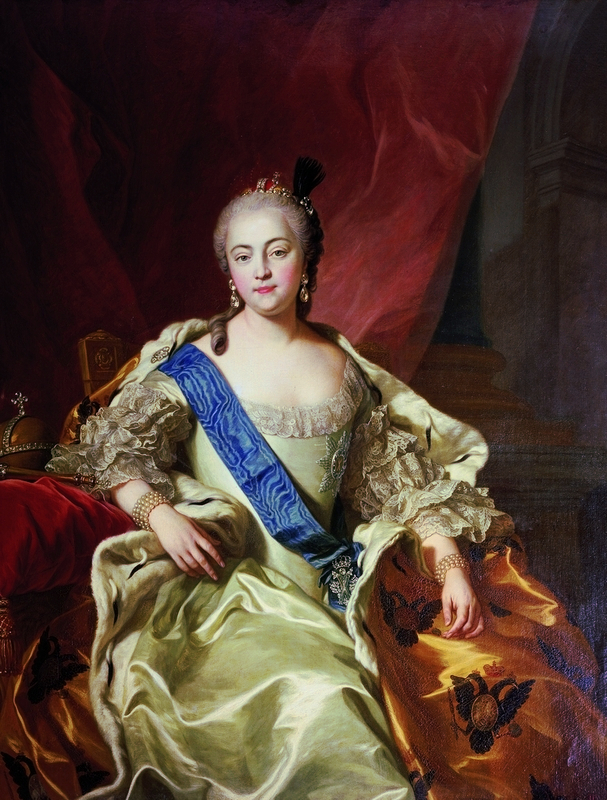
Keizerin Elizabeth van Rusland, 1760
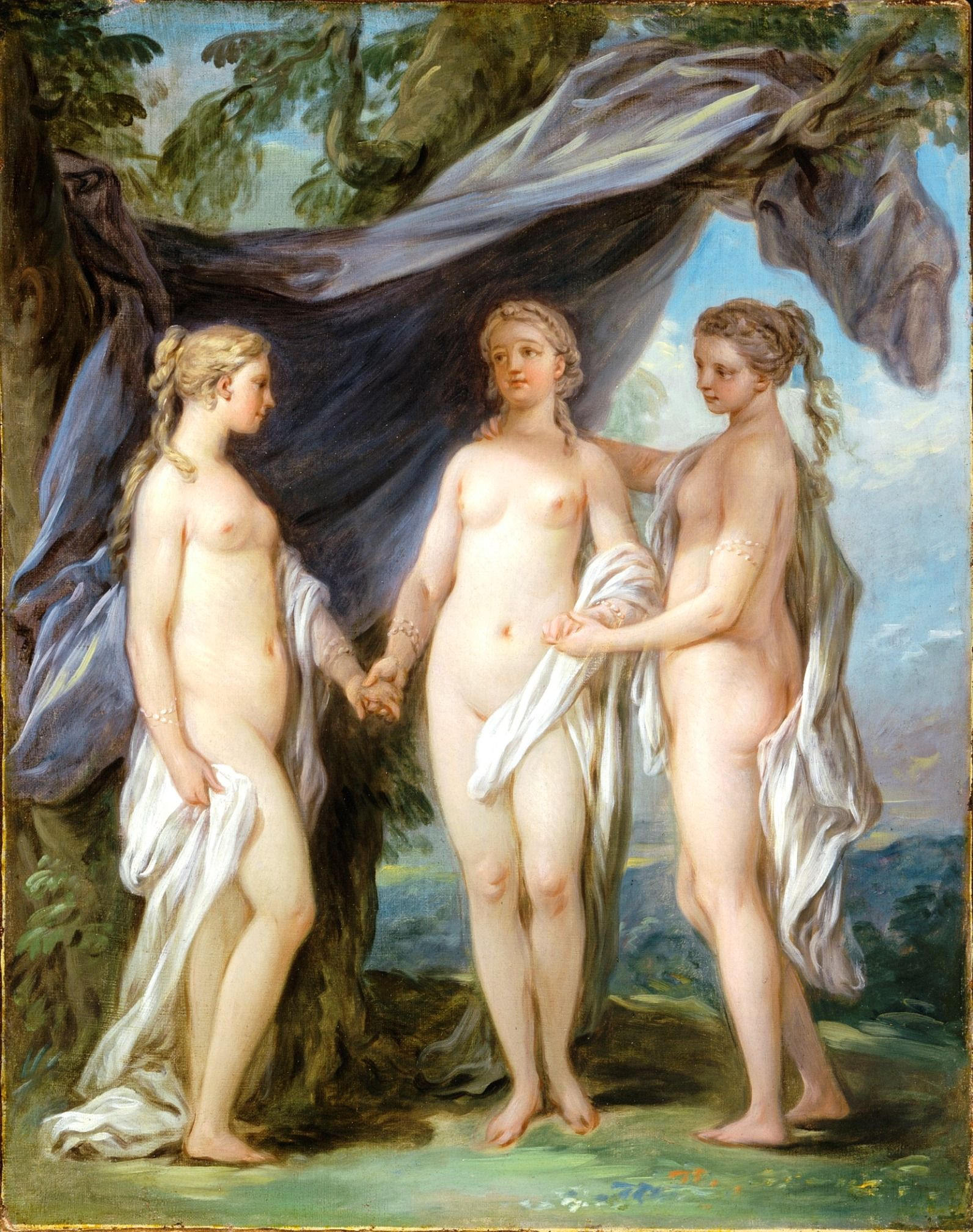
De drie Gratiën
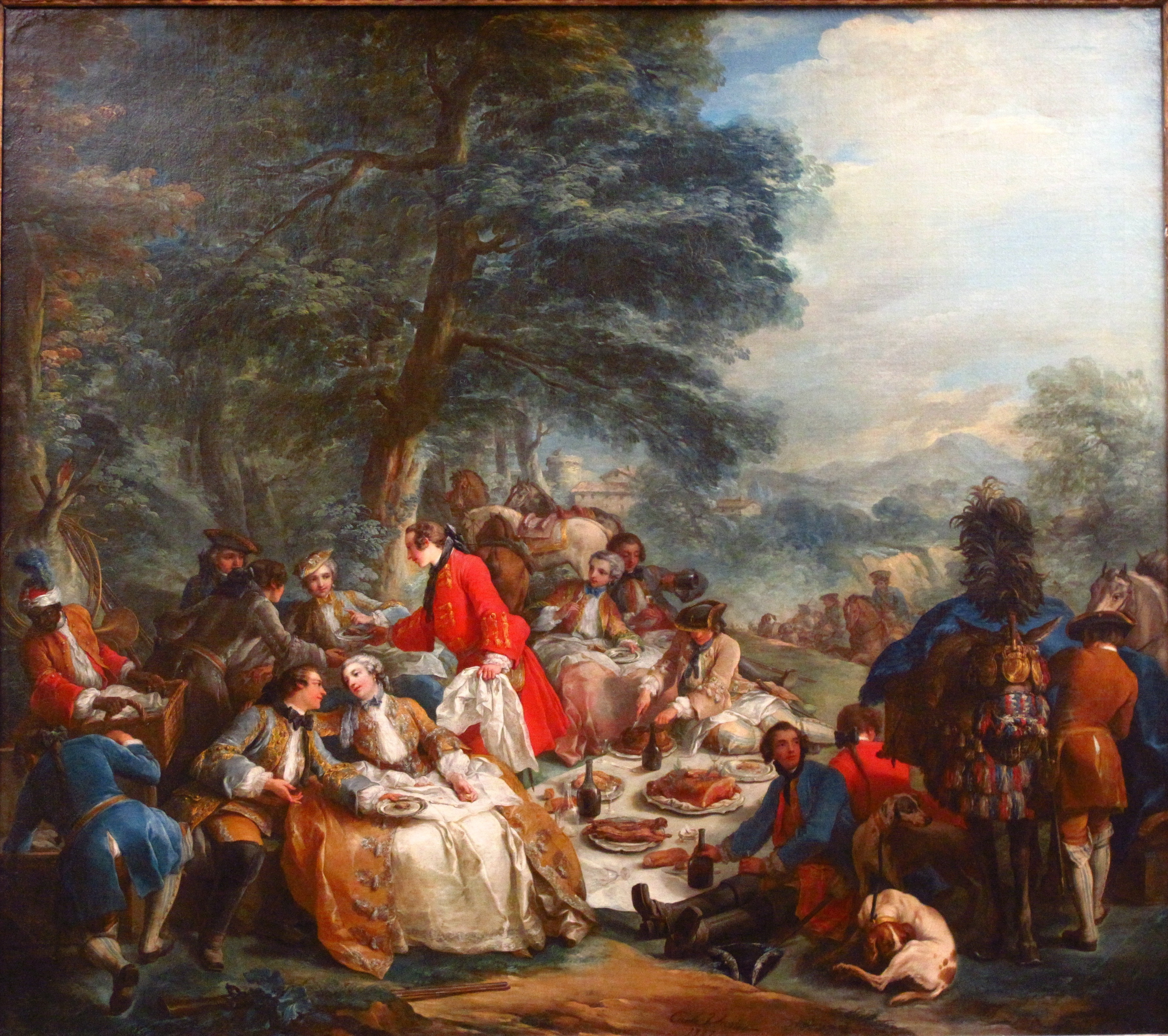
Rust tijdens de jacht

- Art Gallery of South Australia: 12661
- Biblioteca Nacional de España: XX896639
- Bibliothèque nationale de France: cb123519790 (data)
- Gemeinsame Normdatei: 122268857
- International Standard Name Identifier: 0000 0001 2142 9250
- KulturNav: 2a32f6ce-e1f8-4df5-bef0-1f627551ad4b
- Library of Congress Control Number: n82108684
- Nationale Bibliotheek van Israël: 987007500832605171
- Nederlandse Thesaurus van Auteursnamen: 34100961X
- RKD-Nederlands Instituut voor Kunstgeschiedenis: 50777
- Istituto Centrale per il Catalogo Unico: BVEV152151
- SNAC: w6c89nkw
- Système universitaire de documentation: 032502095
- Union List of Artist Names: 500017868
- Virtual International Authority File: 89002333
- WorldCat: E39PBJy4hfwFdQ7vRtwDwyDXh3